# Sumbe

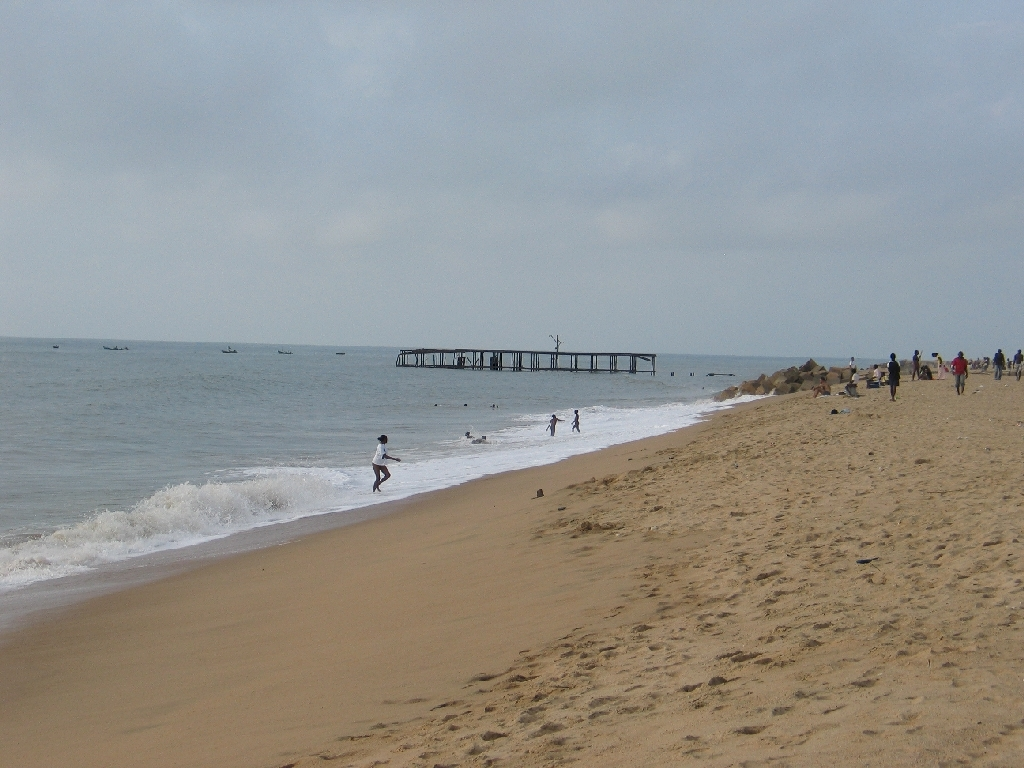
Plaża w pobliżu miasta Sumbe

Sumbe (dawniej Novo Redondo) – miasto w Angoli w prowincji Kwanza Południowa. Liczy 33,3 tys. mieszkańców. Przemysł spożywczy.